# Adamussium colbecki
Adamussium colbecki (E. A. Smith, 1902) è un mollusco bivalve appartenente alla famiglia Pectinidae, diffuso in Antartide. È l'unica specie nella sottofamiglia Adamussiinae e nel genere Adamussium.